# Fumi Saimon
Fume Saimon (柴門ふみ Saimon Fumi?, nacida el 19 de enero 1957 en Tokushima, Japón) es una mangaka japonesa. 

## Carrera
Fume es más conocida por un trabajo llamado Tokyo Love Story, el cual fue adaptado a una serie de anime. 
Ganó el premio Kodansha Manga Award en el año 1983 en la categoría general por P.S. Genki Desu, Shunpei.
En el año 1992 ganó el premio Shōgakukan por el trabajo denominado Kazoku no Shokutaku y Asunaro Hakusho. Fume está casada con el mangaka Kenshi Hirokane.